# Podigrac
Podigrac este o localitate din comuna Kungota, Slovenia, cu o populație de 68 de locuitori.